# Chuyến bay 6316 của Korean Air Cargo
Chuyến bay 6136 của Korean Air Cargo (KE6316/KAL6316) là chuyến bay chở hàng theo lịch trình của Korean Air Cargo từ Thượng Hải đến Seoul. Vào ngày 15 tháng 4 năm 1999, chiếc McDonnell Douglas MD-11F điều hành tuyến đường, số đăng ký là HL7373, đã bị rơi ở Tân Trang, Thượng Hải ngay sau khi cất cánh từ Sân bay Hồng Kiều, giết chết cả 3 phi hành đoàn trên máy bay cùng với 5 người trên mặt đất.

## Tai nạn
Được chất đầy 86 tấn hàng hóa, chiếc MD-11F điều hành Chuyến bay 6316 đã cất cánh từ Sân bay Hồng Kiều Thượng Hải vào khoảng 4 giờ chiều. Phi hành đoàn bao gồm Cơ trưởng Hong Sung-sil (tiếng Triều Tiên: 홍성실; Hanja: 洪性實) (54), Cơ phó Park Bon-suk (박본석; 朴本錫) (35), và kỹ sư bay Park Byong-ki (박병기; 朴炳基 ) (48). Sau khi cất cánh, chiếc MD-11F được phép leo lên độ cao 1.500 m (4.900 ft) sau khi cơ phó liên lạc với Khởi hành Thượng Hải.
Khi máy bay lên độ cao 4.500 ft (1.400 m), cơ phó nói với cơ trưởng rằng độ cao cần thiết phải là 1.500 ft (460 m), vì nghĩ rằng máy bay quá cao 3.000 ft (910 m). Do đó, cơ trưởng đã đột ngột đẩy cần điều khiển về phía trước, khiến máy bay hạ độ cao với tốc độ hơn 34.000 feet trên phút (10.000 m/phút). Vào lúc 4:04 chiều, máy bay không thể kiểm soát được do lao dốc và cuối cùng đâm vào một khu công nghiệp ở Tân Trang, cách Sân bay Hồng Kiều 10 kilômét (6,2 mi; 5,4 nmi) về phía tây nam. Máy bay va chạm với mặt đất và phát nổ. Cùng với 3 thủy thủ đoàn Hàn Quốc trên tàu, 2 học sinh và 3 công nhân nhập cư trên mặt đất cũng thiệt mạng. Vụ va chạm đã được Cơ quan quản lý động đất Thượng Hải gần đó ghi lại, chỉ ra rằng các lực tác động đã tạo ra lực tương đương với một trận động đất mạnh 1,6 độ richter.

## Máy bay
Máy bay khai thác Chuyến bay 6316 là một chuyên cơ vận tải McDonnell Douglas MD-11 với số đăng ký HL7373 và S/N 48409, được trang bị ba động cơ Pratt & Whitney PW4600. Được chế tạo vào tháng 2 năm 1992, chiếc máy bay này được giao cho Korean Air vào ngày 24 tháng 3 năm 1992. Năm 1996, chiếc máy bay này được chuyển đổi thành máy bay chở hàng.

## Điều tra
Vào ngày 27 tháng 4 năm 1999, cuộc điều tra sơ bộ cho thấy không có bằng chứng nào về vụ nổ hoặc hỏng hóc cơ học trước khi va chạm. Vào tháng 6 năm 2001, cuộc điều tra sâu hơn do CAAC thực hiện cho thấy cơ phó đã nhầm lẫn độ cao yêu cầu 1.500 mét (4.900 ft) với 1.500 ft (460 m), khiến phi công đưa ra quyết định sai lầm khi hạ độ cao.Nguyên nhân của việc này có thể là do các thành phố lớn như Thượng Hải áp dụng một số biện pháp đe dọa nếu phi công cho máy bay lệch độ cao so với hướng dẫn.

Ở hầu hết các quốc gia, độ cao hàng không được đo bằng ft theo quy ước của ICAO. Chỉ có Trung Quốc, Nga, Bắc Triều Tiên và một số quốc gia lân cận sử dụng mét.